# 立川部屋
立川部屋（たてかわべや）とは、かつて大相撲で存在した相撲部屋である。

## 沿革
5代目親方の元幕下角田川虎吉が部屋を創設して、不知火光右エ門（後二子山部屋へ移籍）、甲吾郎を育てた。明治40年（1907年）11月に5代立川が死去し、幕内甲が二枚鑑札として6代立川を襲名し部屋をもっていたが、その後めぼしい力士も出せずに大正12年（1923年）1月、6代立川が死去すると部屋は閉鎖された。
錦島部屋の元幕内緋縅力弥が昭和33年（1958年）11月場所限りで引退、9代立川を襲名して昭和35年（1960年）5月に独立、部屋を創設したが、昭和38年（1963年）11月限りで閉鎖、親方も昭和45年（1970年）1月に47歳で死去し、錦島の系統を継ぐものもいなくなった。